# Culex shoae
Culex shoae är en tvåvingeart som beskrevs av Hamon och Ovazza 1954. Culex shoae ingår i släktet Culex och familjen stickmyggor. Inga underarter finns listade i Catalogue of Life.